# 180
Римська імперія  •  Династія Хань  •  Кушанська імперія  •  Парфянське царство

## Геополітична ситуація
Римська імперія охоплює південь Європи, частково Британію, західну частину Азії, північ Африки.  У ній почалося одноосібне правління Коммода.  Сусідами римлян у Азії є Парфянське царство. Північ Європи за Рейном займають численні германські племена. 
У Китаї править династія Хань,  
а в Індостані — Кушанська імперія. На Корейському півострові триває період трьох держав.
На землях сучасної України розселені племена Черняхівської культури, на берегах Чорного моря поселилися готи.

## Події
- 17 березня на 59-у році життя помер римський імператор (161–180) Марк Аврелій, закінчився період п'яти гарних імператорів. Розпочалося одноосібне правління Коммода.
- Римляни відтіснили квадів далеко від кордонів.
- Закінчилася пандемія, відома як чума Антоніна.
- У Трірі (Августа Треверорум) споруджено Порта-Нігра
- На береги Чорного моря прийшли готи.

### У науці
- Гален описав взаємозв'язок між паралічем і пошкодженням спинного мозку, а також опублікував працю з гігієни.

## Померли
- Марк Аврелій — римський письменник римський імператор (161–180)
- Апулей.
- Авл Геллій — римський письменник і філолог.
- Гай (правник)